# Newyorška borza
Newyorška borza (The New York Stock Exchange s kratico NYSE in drugim imenom »Big Board«) je borza velemesta New York. V ZDA predstavlja največjo borzno hišo po dolarskem prometu in drugo največjo po številu vključenih podjetij. Newyorška borza kapitalizira okrog 21 trilijonov dolarjev ameriških podjetij in 7,1 trilijonov ne-ameriških podjetij. Borza je locirana na Manhattanu (Wall Street 11).